# Jüdischer Friedhof (Pasewalk)

Jüdischer Friedhof Pasewalk 1880 – Mitte unten – Signatur L ohne Schrift Begr.Pl.

Der Jüdische Friedhof Pasewalk in Pasewalk, Landkreis Vorpommern-Greifswald in Mecklenburg-Vorpommern, ist ein geschütztes Baudenkmal.

## Beschreibung
Der Friedhof befindet sich östlich der Löcknitzer Straße am südöstlichen Ende des ehemaligen alten christlichen Friedhofes, aber abgegrenzt von diesem. Heute ist der alte Friedhof von der Straße von der B 109 zur Stadt durchschnitten. Er war aufgelassen worden und als Park gestaltet. Der Begräbnisplatz ist von einer Backsteinmauer umgeben. Jüdische Friedhöfe wurden in den amtlichen Karten als Begräbnisplatz bezeichnet und mit einem L statt einem † signiert. Hier ist im Messtischblatt von 1880 nur eine deutliche Signatur mit L und keine Beschriftung vorhanden. Meistens wurden die Plätze weit außerhalb der Städte angelegt, überwiegend an den Scheunenvierteln oder ähnlichen abgelegenen Orten. In Pasewalk ist die Lage zwischen dem christlichen Friedhof und den Kasernen eher ungewöhnlich.

## Geschichte

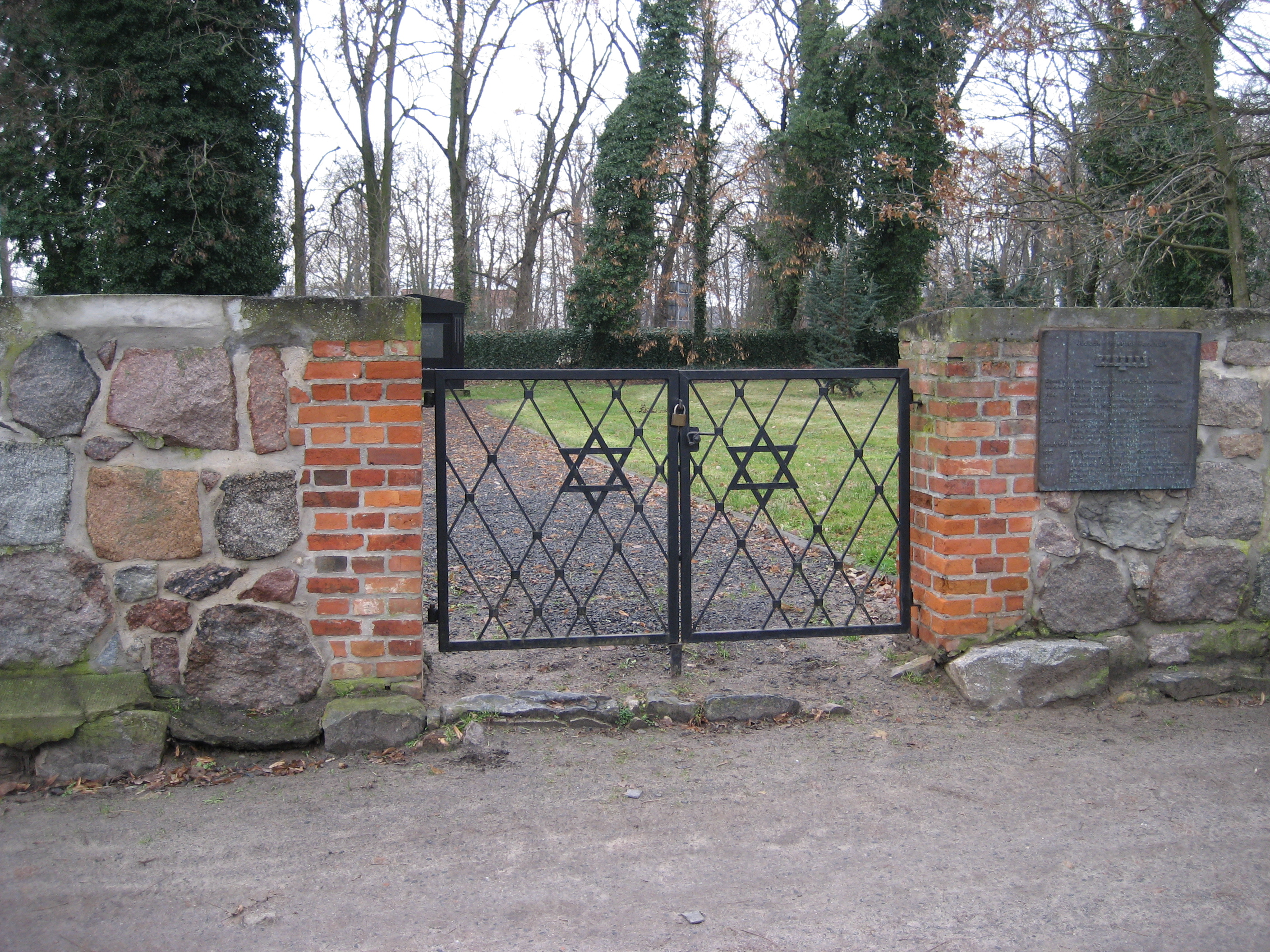
Jüdischer Friedhof, Eingangstor

Der jüdische Friedhof in Pasewalk wurde vermutlich Anfang des 19. Jahrhunderts östlich der Löcknitzer Straße angelegt. Eine Friedhofshalle wurde auf dem Grundstück erstellt. Der Friedhof wurde bis 1938 belegt. In den folgenden Jahren wurde der Friedhof völlig zerstört und abgeräumt, die Friedhofshalle niedergebrannt.
Nach 1933 lebten etwa 40 Juden in Pasewalk. Ihre 1859 errichtete Synagoge im Stadtzentrum wurde bei den Novemberpogromen 1938 zerstört wie auch der Friedhof und jüdische Geschäfte. Am 8. November 1988, anlässlich des 50. Jahrestags des Pogroms, ließ die Stadt Pasewalk an der Marktstraße eine Tafel mit einem siebenarmigen Leuchter und einem Davidstern aufstellen, mit der Inschrift:
„Am 9. November 1938 in der sogenannten Reichskristallnacht wurde auch in Pasewalk die Synagoge 40 Meter von hier durch Brand zerstört.“

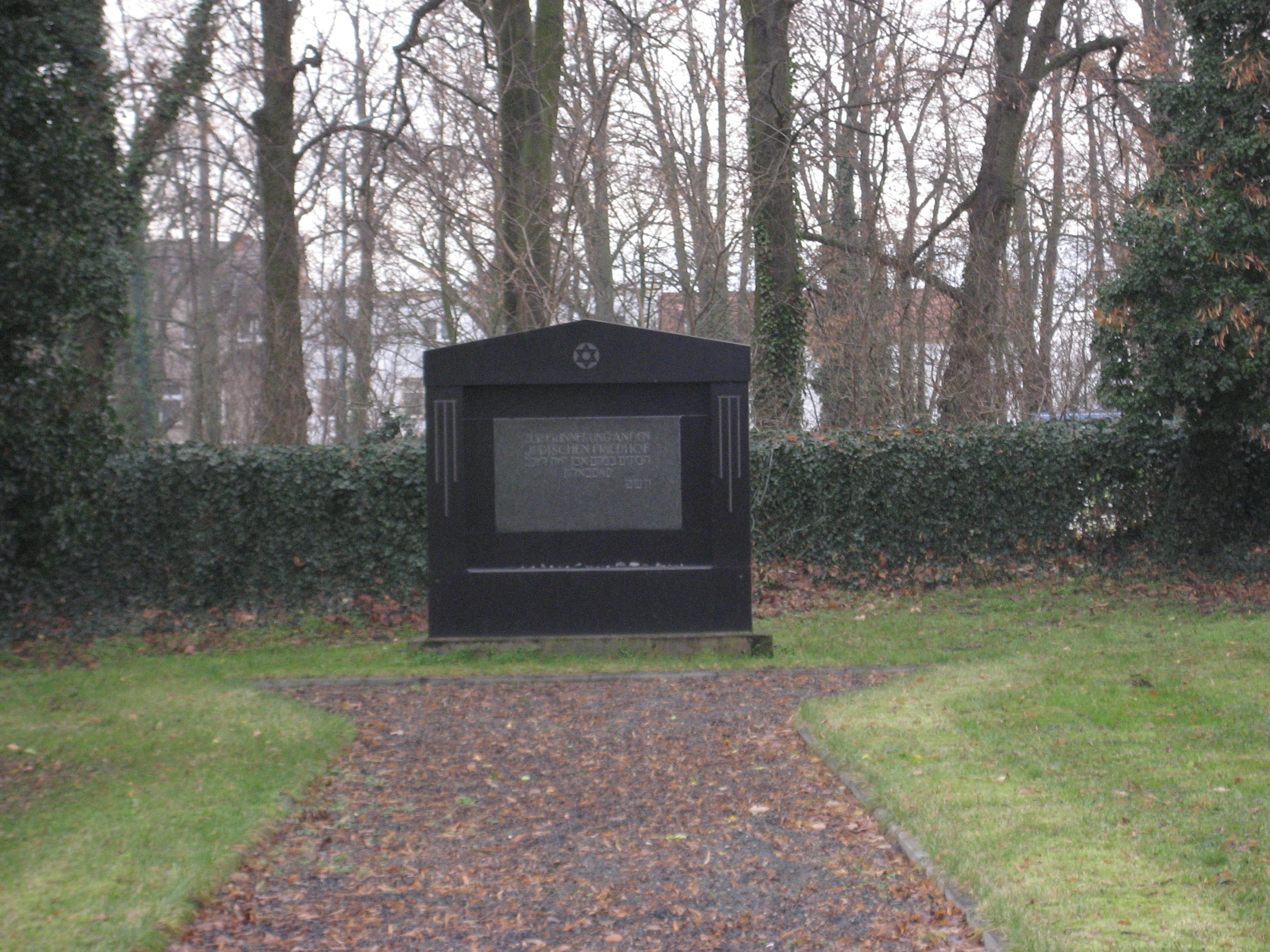
Gedenkstein

Heute sind nur noch einige in die Wand eingelassene Grabplatten links vom 1988 geschaffenen Eingangstor erhalten, die in die Ende der 1980er-Jahre wieder errichtete Friedhofsmauer eingelassen wurden. Die Jüdische Landesgemeinde Mecklenburg ließ um 1950 einen großen Gedenkstein gegenüber dem Eingang aufstellen, der zum Teil aus Spenden Parchimer Juden finanziert wurde, die ins Ausland entkommen waren.
In hebräischer Sprache steht dort:
„Zur Erinnerung an die Toten an diesem Ort diesen Stein zur Erinnerung“
und in deutscher Sprache:
„Zur Erinnerung an den jüdischen Friedhof“